# Fermín Sánchez Artesero
Fermín Sánchez Artesero, también conocido como Fermín de Alcaraz (Alcaraz, 1774-Cuenca, 1855), fue un eclesiástico capuchino español, obispo de Cuenca.

## Biografía
Nació en la localidad albaceteña de Alcaraz el 27 de noviembre de 1784. Sánchez Artesero, que ingresó en 1802 en la orden de los capuchinos, fue nombrado obispo de Cuenca en 1849. Fue autor de la obra titulada La Divina Pastora (obra mística, 1832). Fue quien entregó a Sor Patrocinio una reliquia que dispuesta sobre la piel generaba llagas, y la conminó a hacer penitencia. Falleció en 1855, el día 4 de diciembre, en Cuenca.